# حجاربي (دمية)
حجاربي (بالإنجليزية: Hijarbie)‏ هي دمية أزياء من اختراع النيجيرية حنيفة آدم التي تنتج دماها بمواد خام مصدرة من الصين. تم إطلاق حجاربي في عام 2016 من قبل حنيفة التي أنشات حجاربي بسبب رغبتها برؤية الدمى تلبس بطريقة تتناسب مع الدين الإسلامي.

## التاريخ
اخترعت دمى حجاربي من قبل حنيفة آدم، ماجستيرة في علم الأدوية، التي جائتها فكرة صنع الدمى عند تصفحها لصفحة باربي ستايل على الانستغرام، فبعد أن أحست بغياب الدمى المحجبة. قامت بفتح حساب على الانستغرام اسمته حجاربي (نحت من كلمتي حجاب وباربي) تعرض فيه تصاميم دماها. تلقى حسابها ردات فعل إيجابية مع طلبات شراء للدمى من جميع أرجاء العالم. في مداخلة لحنيفة مع شبكة سي ان ان قالت بأنها تخطط بتوسيع الدمى التي تصممها لتشمل الدمى ذات البشرة السمراء. ثم أضافت «الكثير من الناس يظنون أن النساء المحجبات يغصبون على ارتداء الحجاب لكن الأغلبية ليست كذلك[....] أظن أن هذه المنصة هي منصة عظيمة نقدر من خلالها توصيل الهوية الإسلامية إلى العالم ولتصحيح بعض المفاهيم غير الصحيحة.»